# Aleksandra Urbańczyk
Aleksandra Urbańczyk-Olejarczyk (Łódź, 13 de novembro de 1987) é uma nadadora polaca.

## Carreira

### Rio 2016
Urbańczyk competiu nos 50 m livre feminino nos Jogos Olímpicos de Verão de 2016, sendo eliminada nas eliminatórias.